# آلاوردی فوتسال
آلاوردی فوتسال (انگلیسی: Alaverdi Futsal) یک باشگاه فوتسال حرفه‌ای در ارمنستان می‌باشد که در لیگ برتر فوتسال ارمنستان حضور دارد. این باشگاه در شهرک آلاوردی، استان لوری مستقر می‌باشد و در سال ۲۰۱۵ بنیانگذاری شده‌است. این باشگاه بازی‌های خانگی خود را در مدرسه ورزشی اولگ گوربونوف برگزار می‌کند.

## فصل به فصل
| فصل     | رده | دسته     | مقام |
| ------- | --- | -------- | ---- |
| ۲۰۱۵–۱۶ | ۱   | لیگ برتر | ۶ام  |
| ۲۰۱۶–۱۷ | ۱   | لیگ برتر | ۶ام  |
| ۲۰۱۷–۱۸ | ۱   | لیگ برتر | ۷ام  |

## یادداشت
1. ↑  Oleg Gorbunov Sports School